# Urânio-236

Diagrama representativo da fissão nuclear do átomo de urânio-235 ao chocar com um nêutron. Decai em crípton-92, bário-141 e ainda 3 eletrões.

U-236 é um isótopo do urânio, altamente instável, resultante da adição de um nêutron ao núcleo do isópodo U-235, tem um tempo de meia-vida muito pequena, logo depois forma dois outros átomos mais leves como por exemplo bário e criptônio, por meio de decaimento beta e libera 3 nêutrons.

## Obtenção
Ele não se encontra na natureza por causa da sua instabilidade, o que o deixa com nenhuma chance de ser encontrado em meio do urânio natural.
1. ↑  «NEUTRINOS DE REATORES»